# 洛雷 (朗德省)
洛雷（法語：Lauret，法語發音：[loʁɛ]）是法国朗德省的一个市镇，属于蒙德马桑区。朗德省的最高点（海拔237米）就位于此。

## 地理
洛雷（43°33'46"N, 0°20'39"W）面积7.34 平方千米，位于法国新阿基坦大区朗德省，该省份为法国西南部沿海省份，是法國本土面积第二大的省，北起吉倫特省，西临大西洋，南至大西洋比利牛斯省，东临热尔省，东北与洛特-加龍省接壤。
与洛雷接壤的市镇（或旧市镇、城区）包括：米拉蒙-桑萨克、潘博、布埃伊-布埃约-拉斯克、加尔兰、普尔西于格-布库。

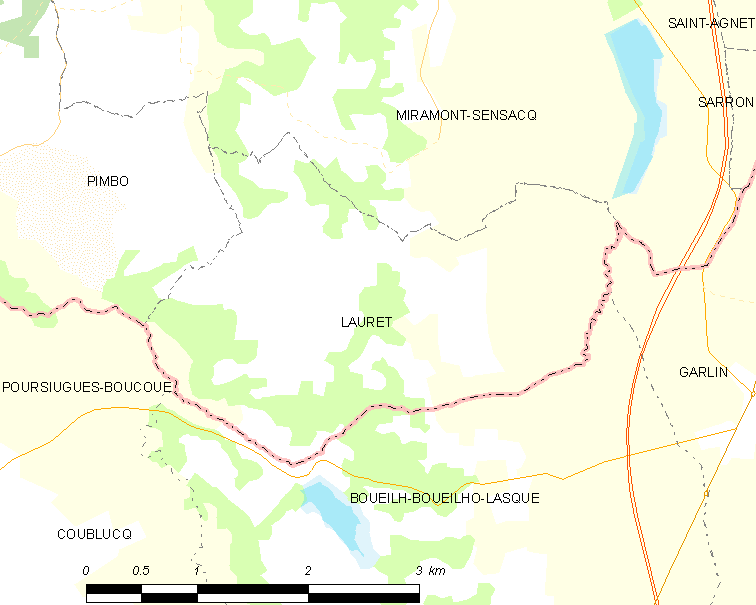
的OSM定位图

洛雷的时区为UTC+01:00、UTC+02:00（夏令时）。

## 行政
洛雷的邮政编码为40320，INSEE市镇编码为40148。

## 政治
洛雷所属的省级选区为沙洛斯-蒂尔桑县。

## 人口

1962-2008年间人口变化图示

洛雷于2022年1月1日时的人口数量为78人。